# محمد علي إبراهيم (أمير)
محمد علي إبراهيم بك هو أمير مصري ولد في 29 أبريل 1900 في القاهرة وتوفي في 2 يوليو 1977 في باريس.
والده هو محمد وحيد الدين إبراهيم وأمه الأميرة فضيلة زبيدة.
عندما كان شابًا، درس في باريس وأصبح مصممًا للمراكب الشراعية. وكان عضوا في العديد من النوادي الرياضية مثل؛ نادي محمد علي ونادي الإسكندرية الرياضي ونادي السيارات الملكي المصري وغيرها من الأندية.
في 19 سبتمبر 1940، تزوج من خانزاده سلطان بنت شاهزاده عمر فاروق بن عبد المجيد الثاني، وكان الحفل في قصر طولمة باغجة، وله منها:
- الأمير أحمد رفعت إبراهيم
- الأميرة فاضلة إبراهيم سلطان